# 僕はイーグル
『僕はイーグル』（ぼくはイーグル）は、夏見正隆による日本のライトノベル。イラストは〇が担当している。トクマ・ノベルズ（徳間書店）より2000年6月から2003年8月まで刊行された。その後、加筆・訂正された『スクランブル』シリーズが徳間文庫（同）より全5巻で刊行され、続編が9巻書き下ろされている。

## ストーリー
航空学生のT-2高等練習機課程を修了した風谷修は高校の同級生で恋人だった月夜野瞳の結婚式に出るために東京の白金の教会にいた。風谷ではなく違う男を選んだ月夜野を忘れ訓練に没頭していく。
そして3年後、謎の国籍不明機の対処にスクランブル発進した風谷はSu-24に撃墜されてしまう。そして搬送された病院でかつての恋人、月夜野と再会し物語は進んでいく。

## 登場人物
風谷 修（かぜたに おさむ）
F-15Jのパイロット。階級は三尉。航空学生出身。色白で甘いマスクの持ち主で高校時代からの月夜野の恋人であった。漆沢美砂生をナイフを持った相手から身を挺（てい）して守るなどの強い面もあるが、二機編隊長の資格取得に2年を要するなど若干の意志の弱さもある。
「牙」の操るSu-27UBや「亜細亜のあけぼの」が独自に改造したMiG-29などと交戦し圧倒的劣勢になりながらも奇跡的に生還するなど強い運の持ち主でもある。後輩の鏡と編隊を組まされることが多く、そのたび彼女の技量を見せつけられ驚いている。TACネームはビーグル。21歳（初登場時）。
月夜野 瞳（つきよの ひとみ）
結婚後は柴田瞳と名前が変わる。高校時代の風谷のクラスメート。21歳（初登場時）。高校時代からクラスのアイドルであり部活の先輩からデートに誘われることもあった。
短期大学卒業後は大手商社に勤めすぐに結婚。エアバス撃墜事件で撃墜されたエアバスに乗っており、娘の「理恵」と生存するも夫を失う。
足を痛めているため快復後は家でも簡単にできる仕事をしながら娘の親権を得るため日々努力している。
漆沢 美砂生（うるしざわ みさお）
F-15Jの女性パイロット。階級は三尉。早稲田大学法学部出身。大手証券会社の証券レディーだったが会社が自主廃業し、風谷の影響を受け自衛隊の幹部候補生になる。離陸後、ギアを上げ忘れるなどのミスを連発するが、一般人ながら錐揉になったアイアンラダーの回復操作や「牙」の操るSu-24やSu-27UBのガンを無意識に避けるなど、内に秘めた類稀な才能を併せ持つ。それを利用し、鏡とともに、牙の操縦するフランカーに命中弾を与えることに成功する。TACネームはフェアリ。24歳（初登場時）。
月刀 慧（がとう けい）
F-15Jのベテランパイロット。階級は一尉。航空学生出身。風谷の5年先輩。Su-24による沖縄領空侵犯事件のスクランブル機の二番機として上がった。その後特別飛行班のパイロットになり、「亜細亜のあけぼの」の「旭光作戦」で日本領空に接近してきたMiG-19を3機撃墜するも、実戦経験の不足から接近しすぎたため、破片を食らってしまう。ダイビングをすることや海の近くの家に住む事が趣味である。TACネームはソード。26歳（初登場時）。
火浦 暁一郎（ひうら きょういちろう）
F-15Jのベテランパイロット。階級は二佐。航空自衛隊那覇基地・小松基地の飛行班長。小松基地では特別飛行班の班長になる。腕は確かで、班長としての人望は厚く、「亜細亜のあけぼの」の「旭光作戦」では「ただ飛んでいる」だけのMiG-19に対して攻撃できない特別飛行班が対応に苦しむ中、「俺が何とかする」と1人飛び出し被弾、正当防衛の名でMiG-19への攻撃を可能とし、片発ながらも戦闘に参加している。
鏡 黒羽（かがみくろは）
F-15Jの女性パイロット。戦闘機乗りになってから半年で二機編隊長の資格を持つ。腕は非常に優秀で、感覚的に飛んでいると称されるほど。尖閣諸島に現れたSu-27に対しては背面飛行という、圧倒的不利な体勢から警告射撃を行い、見事追い払っている。性格はぶっきら棒だが、風谷の命令には素直に従っている。双子の妹がいる。

## 既刊一覧

### 旧版
- 夏見正隆（著）、徳間書店〈トクマ・ノベルズ〉、全4巻
  1. 『僕はイーグル 1』2000年6月、ISBN 4-19-850500-4
  2. 『僕はイーグル 2』2001年6月、ISBN 4-19-850529-2
  3. 『僕はイーグル 3』2002年7月、ISBN 4-19-850568-3
  4. 『僕はイーグル 哀しみの亡命機』2003年8月26日、ISBN 4-19-850608-6

### 新版
- 夏見正隆（著）、徳間書店〈徳間文庫〉、既刊14巻（2021年7月現在）
  1. 『スクランブル―イーグルは泣いている』2008年9月、ISBN 978-4-19-892854-4
  2. 『スクランブル―要撃の妖精（フェアリ）』 2008年11月、ISBN 978-4-19-892886-5
  3. 『スクランブル―復讐の戦闘機（フランカー）〈上〉』2009年1月、ISBN 978-4-19-892915-2
  4. 『スクランブル―復讐の戦闘機（フランカー）〈下〉』2009年1月、ISBN 978-4-19-892916-9
  5. 『スクランブル―亡命機ミグ29』2009年6月、ISBN 978-4-19-892991-6
  6. 『スクランブル―尖閣の守護天使』2010年11月、ISBN 978-4-19-893265-7
  7. 『スクランブル―イーグル生還せよ』2011年1月、ISBN 978-4-19-893293-0
  8. 『スクランブル―空のタイタニック』2012年10月、ISBN 978-4-19-893600-6
  9. 『スクランブル―バイパーゼロの女』2013年4月、ISBN 978-4-19-893677-8
  10. 『スクランブル―不死身のイーグル』2015年9月、ISBN 978-4-19-893982-3
  11. 『スクランブル―荒鷲の血統』2016年1月、ISBN 978-4-19-894061-4
  12. 『スクランブル―決戦！日本海上空〈上〉』2016年12月、ISBN 978-4-19-894176-5
  13. 『スクランブル―決戦！日本海上空〈下〉』2017年10月、ISBN 978-4-19-894268-7
  14. 『スクランブル―蒼穹の五輪』2021年7月、ISBN 978-4-19-894660-9